# 西洋紀聞
『西洋紀聞』（せいようきぶん）は、新井白石による西洋の研究書。キリスト教布教のために来日したイタリア人宣教師ジョバンニ・シドッチを、白石自ら切支丹屋敷へ赴き審問し、その内容をまとめたもの。
諸外国の歴史・地理・風俗やキリスト教の大意と、それに対する白石の批判などが記されている。1715年頃に完成したが鎖国下のため公にされず、秘かに写本によって伝えられたが、1807年以来広く流布されるようになり、鎖国下での世界認識に大いに役立った。 

## 主な刊行文献
- 村岡典嗣校注『西洋紀聞』（岩波文庫、初版1936年）※度々復刊
- 宮崎道生校訂『新訂　西洋紀聞』（平凡社〈東洋文庫〉、初版1968年）
  - ※自筆本から覆刻「采覧異言」も収録、オンデマンド版2004年。
- 松村明校注「西洋紀聞」-『新井白石　日本思想大系35』（岩波書店、初版1975年）